# سیارک ۱۸۰۱۳
سیارک ۱۸۰۱۳ (به انگلیسی: 18013 Shedletsky، نامگذاری:1999JS114) هجده هزار و سیزدهمین سیارک کشف شده‌است که در ۱۳ مه ۱۹۹۹ کشف شد.
قدر مطلق سیارک برابر ۲۰.۴ است.